# MedRxiv

MedRxiv (prononcé med-archive) est une archive de prépublications consacrée à la recherche médicale. La plateforme restitue gratuitement des manuscrits complets mais non encore publiés dans le domaine de la santé et de la médecine. MedRxiv est détenue et gérée par le Cold Spring Harbor Laboratory (le CSHL est un laboratoire privé sans but lucratif), et a été créée en juin 2019 avec la contribution de la société BMJ (éditeur du British Medical Journal) et de l'université Yale,,,.
On peut accéder à l'archive soit via son URL propre, soit via le portail bioRxiv qui met en commun ses propres preprints et ceux de medRxiv.